# Nunataki Kol’cova
Die Nunataki Kol’cova (englische Transkription von russisch Нунатаки Кольцова Nunataki Kolzowa, deutsch ‚Kolzow-Nunatakker‘) sind eine Gruppe von Nunatakkern im ostantarktischen Coatsland. Sie ragen südöstlich der Lister Heights in der Shackleton Range auf.
Russische Wissenschaftler benannten sie. Der Namensgeber ist nicht überliefert.